# فنیل کتونوری

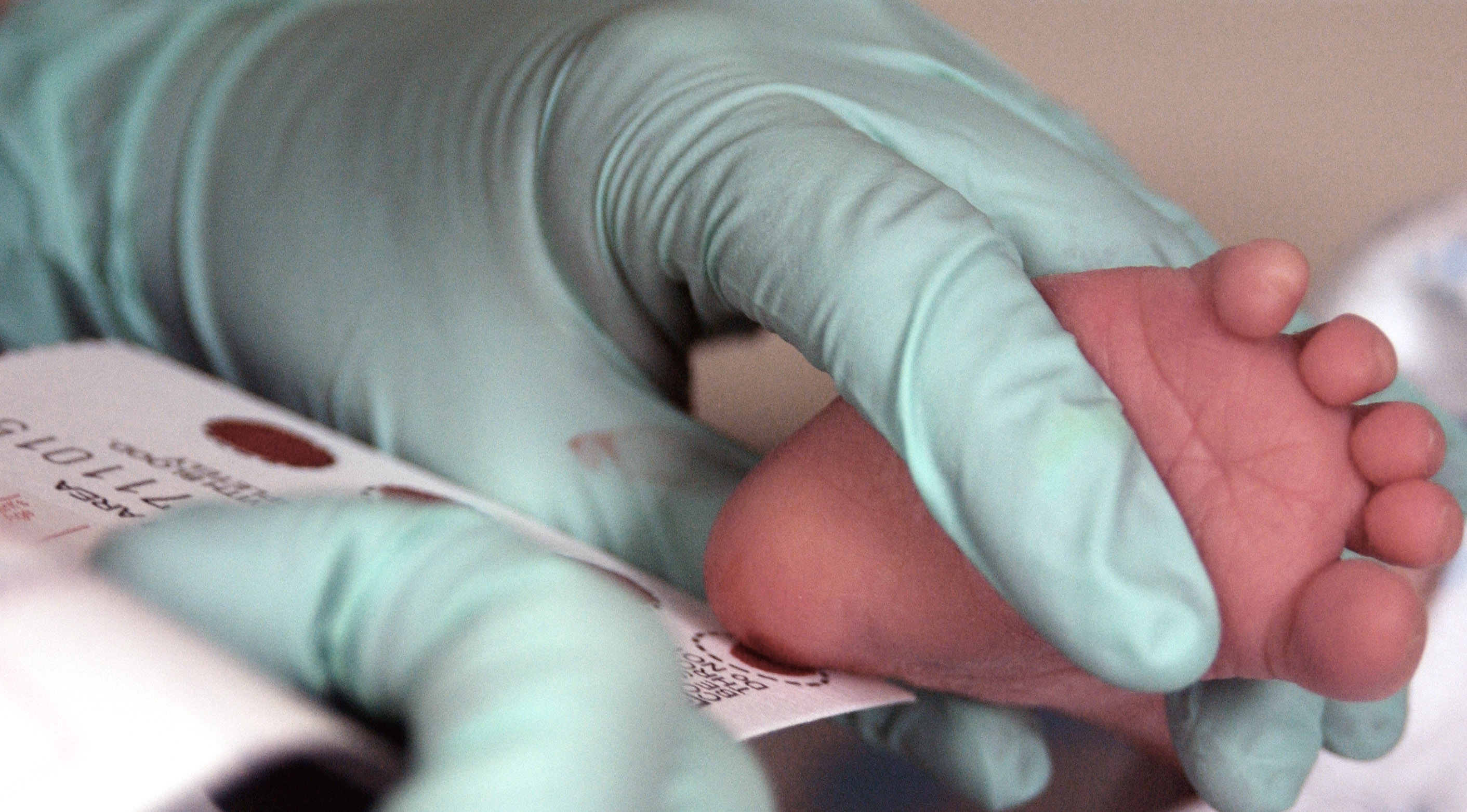

بیماری فنیل کتونوری یک نقص متابولیکی مادرزادی نادر است. اختلال اصلی در این بیماری، تجمع آمینواسید فنیل آلانین در مایعات بدن و سیستم عصبی است. تجمع این آمینواسید به دلیل عدم وجود آنزیم مورد نیاز برای تبدیل فنیل آلانین به تیروزین رخ می‌دهد.
تجمع غیرطبیعی این اسید آمینه در بدن کودک، خطرناک است و منجر به بروز اختلالاتی در مغز و پوست می‌شود. جمع شدن اسید آمینه فنیل آلانین در بدن کودک باعث عقب ماندگی ذهنی می‌شود

## بیماری‌زایی
فنیل آلانین پس از ورود به بدن توسط آنزیمی به نام فنیل آلانین هیدروکسیلاز شکسته و به تیروزین تبدیل می‌شود. کوآنزیم این واکنش، تتراهیدروبیوپترن (BH4) می‌باشد. سپس تیروزین شکسته شده و به مواد متعددی از جمله رنگ‌دانه پوست و مو تبدیل شده و متابولیت‌های نهایی آن از بدن دفع می‌شود. پس چنانچه آنزیم «فنیل آلانین هیدروکسیلاز» که فقط در کبد ساخته می‌شود به دلیل اختلالات ژنی وجود نداشته باشد «فنیل آلانین» وارد شده به بدن، در بافت‌های مختلف از جمله مغز تجمع یافته و سبب آسیب‌های متعددی به بافت مغز می‌شود.

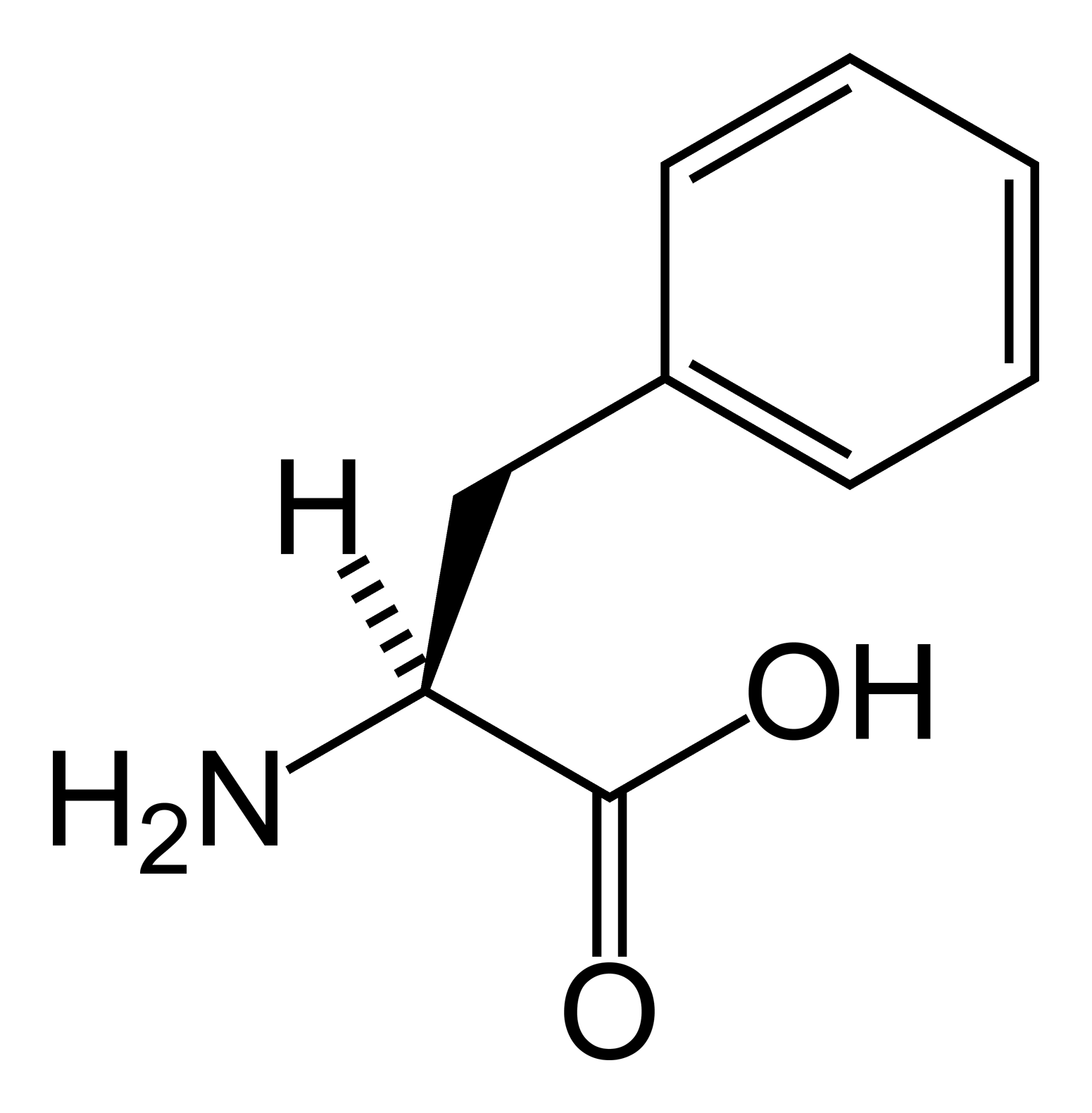
فنیل آلانین
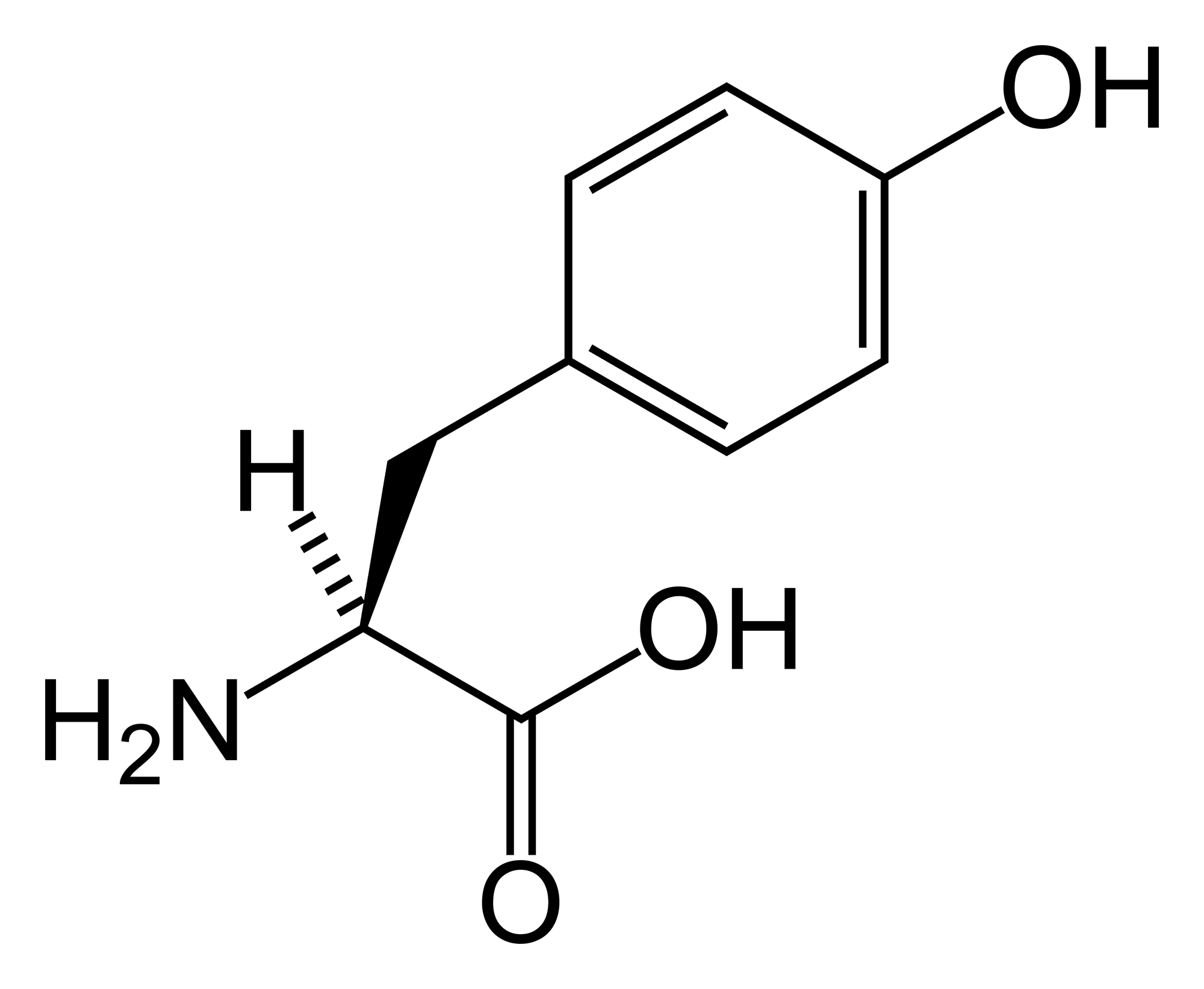
تیروزین

تنها راه سنتز تیروزین در انسان از همین طریق است. در افراد مبتلا به فنیل کتونوری تیروزین، آمینواسید ضروری می‌شود و باید از غذا تأمین شود. در این افراد فنیل آلانین خون نیز به میزان زیادی بالا می‌رود. در افراد طبیعی مقدار کمی از فنیل آلانین، به فنیل پیروات، فنیل استات و فنیل لاکتات تبدیل می‌شود اما در افراد مبتلا به فنیل کتونوری به علت بالا بودن میزان فنیل آلانین، مقدار زیادی از این فنیل کتون‌ها تولید شده که وارد خون و ادرار می‌شوند. مقدار زیاد فنیل پیروات در خون، از عمل آنزیم پیروات دکربوکسیلاز در مغز به صورت آلوستریک، جلوگیری می‌کند. این عمل به نوبه خود در تشکیل میلین اشکال ایجاد می‌کند و منجر به عقب ماندگی ذهنی می‌شود. یکی دیگر از دلایل عقب ماندگی ذهنی در افراد مبتلا به فنیل کتونوری کاهش تولید نوروترانسمیترهایی مانند دوپامین می‌باشد. تیروزین پیش ساز سنتز این نوروترانسمیترها است. در این بیماران مقدار دوپامین و سروتونین در ادرار کمتر از حد طبیعی است.
مصرف غذاهای پروتئینی از جمله شیرخشک‌های معمولی و به میزان کمتر شیرمادر باعث افزایش شدید غلظت خونی فنیل آلانین و تجمع آن در بدن، اختلال در تکامل مغز و اعصاب و در نهایت ضایعه مغزی و عقب ماندگی ذهنی پایدار در مبتلایان می‌شود. تجمع فنیل آلانین و مشتقات غیرطبیعی آن در نسوج مختلف، فعالیت سلول‌ها، به خصوص سلول‌های سیستم عصبی را تحت تأثیر قرار داده و از رشد آن جلوگیری می‌کند.
این ضایعات متأسفانه در هفته‌های اول تولد، نشانه‌های واضحی ندارند در نتیجه بیماری بموقع تشخیص داده نشده و درمان آن به تأخیر می‌افتد.
در چنین دوران بحرانی که حیاتی‌ترین مرحله شکل‌گیری و تکامل مغز کودک است، تغذیه با شیرمادر یا شیرخشک معمولی یا هر ماده پروتئینی دیگر اگر ادامه یابد منجر به ضایعه عصبی می‌شود و توان هوشی و قدرت ادراک کودک به تدریج تضعیف می‌شود و در نهایت منجر به معلولیت شدید ذهنی می‌گردد.
متأسفانه گذشت زمان، شانس طلایی درمان را از بین برده و رژیم غذایی و درمان‌های بعدی، دیگر نتیجه مطلوب را نخواهند داشت.

## شیوه انتقال
این بیماری مانند تالاسمی به صورت اتوزوم مغلوب(aa) به ارث می‌رسد؛ و این یعنی جنسیت فرد در ابتلا به آن نقش مستقیم و ویژه‌ای ندارد، ژن این بیماری بر روی کروموزوم ۱۲ قرار گرفته‌است. چنانچه والدین هردو حامل این ژن باشند و خود سالم باشند (که معمولاً در ازدواج‌های خویشاوندی این احتمال بالاتر است) در تولد هر فرزندانشان ۲۵ درصد احتمال ابتلا به فنیل کتونوریا وجود دارد.
البته از آن جا آزمایش تشخیص این بیماری بسیار آسان و کم هزینه است، در بیمارستان‌ها و زایشگاه‌های بسیاری از کشورهای پیشرفته، همه نوزادان را از نظر دارا بودن عامل این بیماری آزمون می‌کنند.
به‌طور کلی توصیه می‌شود افراد پیش از هرگونه اقدام در زمینه ازدواج به مشاوران ژنتیک حتماً مراجعه بکنند به ویژه افرادی که در خانواده آنان سابقه ابتلا به هر یک از بیماری‌های ژنتیکی وجود دارد.

## علائم
کودک مبتلا به بیماری «فنیل کتونوری» در ابتدای تولد بدون علامت است. اما به تدریج در پایان ماه‌های اول دچار تأخیر در تکامل، استفراغ، کاهش رشد، روشن شدن رنگ موهای سر و چشم و تشنج می‌شود. سپس با افزایش سن، کوچکی دورسر، بیقراری، کاهش توجه، حرکات تکراری دست‌ها و اندام‌ها و عقب‌ماندگی ذهنی بروز می‌کند. همچنین ادرار و تنفس این کودکان به دلیل وجود فراورده‌های فنیل آلانین، بوی کپک می‌دهد و ممکن است راش‌های پوستی (کهیر) در بدن کودکان مبتلا مشاهده شود که با رشد کودک از بین می‌رود.

## تشخیص
این بیماری از حدود ۴۰ سال پیش شناخته شده و امروزه یک بیماری کنترل شده‌است. در کشورهای پیشرفته در بدو تولد با چند قطره خون که از پاشنه پای کودک گرفته می‌شود، می‌توانند در حدود ۳۰ بیماری ژنتیکی از جمله پی کی یو را تشخیص دهند که اکثر این بیماری‌ها قابل درمان هستند.
در روز دوم یا سوم تولد با آزمایش تشخیصی که هم از طریق ادرار و هم از طریق خون میسر است می‌توان بیماری را تشخیص داد. البته اگر از طریق خون آزمایش انجام شود بهتر است. برای اندازه‌گیری سطح «فنیل آلانین» خون باید ۴۸ تا ۷۲ ساعت بعد از تولد کودک تست انجام پذیرد. اگر سطح «فنیل آلانین» بالاتر از ۲۰ میلی‌گرم در دسی‌لیتر باشد و سطح تیروزین نرمال و متابولیت‌های ادراری «فنیل آلانین» بالا باشد و از طرفی غلظت فاکتور تتراهیدروبیوپترین هم نرمال باشد، تشخیص «فنیل کتونوریا» مسجل است.
خوشبختانه با شناخت ژن این بیماری امروزه تشخیص آن در ماه‌های اول حاملگی نیز امکان‌پذیر است. در حال حاضر با آزمایش ژنتیک بیمار و والدین نقص ژنتیکی تشخیص داده می‌شود و بررسی جنین در حاملگی‌های بعدی مادر ممکن است. در صورت تشخیص ابتلای جنین به بیماری، امکان سقط وی وجود دارد. همچنین با مشخص شدن نقص ژنتیکی، امکان مشاوره افراد فامیل بیمار که قصد دارند با یکدیگر ازدواج کنند، وجود خواهد داشت. اگر یک زوج ناقل بیماری باشند، براساس اطلاعات کسب شده در مشاوره ژنتیک، می‌توانند برای زندگی آینده خود تصمیم بگیرند.

## زمان درمان
در صورت تشخیص زودرس و شروع شیر مخصوص «فنیل کتونوری» از ابتدای نوزادی پیش‌آگهی خوب خواهد بود و کودک مبتلا می‌تواند از هوش خوب و رفتار مناسب برخوردار شود؛ ولی تأخیر در درمان به بروز عقب‌ماندگی ذهنی، کوچکی دورسر و اختلالات رفتاری منجر خواهد شد.

## درمان
هدف از درمان این بیماری، کاهش مقدار فنیل آلانین در بدن به منظور پیشگیری از عقب ماندگی ذهنی کودک است.
این بیماری در اکثرِ موارد از توارث پذیری بسیار بالایی برخوردار است. و از سوی دیگر این بیماری درمان دارویی ندارد؛ ولی از طریق رژیم مناسب غذایی می‌توان سطح «فنیل آلانین» را در حد نرمال نگه داشت و از این رو با تشخیص زودرس بیماری (از روز سوم تولد) و شروع تغذیه کودک با شیرهای مخصوص سطح سرمی «فنیل آلانین» در ۱۲ سال اول زندگی بین ۲ تا ۶ میلی‌گرم در دسی‌لیتر و بعد از آن تا ۲ تا ۱۰ میلی‌گرم در دسی‌لیتر نگه داشته می‌شود؛ ولی باید به موازات آن ویتامین‌ها، کلسیم و کالری کافی به کودک برسد. بعد از ۶ ماهگی نیز غذاهای مخصوص بتدریج شروع می‌شود.

## تغذیه
با افزایش سن چون کودک به تغذیه نیاز بیشتری دارد می‌تواند از سیب‌زمینی، سبزیها، انواع میوه، نشاسته، چربی، برنج و نان‌ها و به مقدار کمتر از حبوبات و شیرمخصوص استفاده نماید. البته در فواصل منظم باید سطح «فنیل آلانین» سرم اندازه‌گیری شود. رژیم غذایی هر بیمار با توجه به سطح فنیل آلانین بایستی توسط کارشناس تغذیه تعیین گردد. همچنین عدم ادامه رژیم غذایی مناسب در بزرگسالی منجر به اشکال در بهره هوشی و عملکرد شناختی بیمار می‌شود بنابراین توصیه می‌شود بیماران رژیم محدود از فنیل آلانین را برای همه عمر رعایت کنند.

## حاملگی بیماران
دختران مبتلا به فنیل کتونوری که به موقع تشخیص داده شده و به بلوغ رسیده و از عقل نرمال برخوردارند می‌توانند ازدواج کنند، اما در هنگام حاملگی باید تحت اندازه‌گیری سرمی فنیل آلانین سرم قرار گیرند، چون اگر سطح فنیل آلانین سرم در این افراد بالا باشد. ممکن است فرزندشان با دور سر کوچک و عقب مانده به دنیا بیاید.

## بیماران فنیل کتونوری و رویکردهای اخیر
شیرخشک شیرخوار غذایی شبیه شیر انسان است و برای استفاده نوزادان زیر یک سال در نظر گرفته شده است. فنیل کتونوری (PKU) یک نقص مادرزادی در سنتز فنیل آلانین (Phe) است و ناشی از شکست فنیل آلانین هیدروکسیلاز در تبدیل Phe به تیروزین است. در این بررسی، درمان‌های فعلی برای PKU مورد بحث قرار می‌گیرند. نتایج و نتیجه‌گیری: بیماران مبتلا به PKU هنوز باید با رژیم درمانی درمان شوند، اما در درازمدت، معرفی طیف گسترده‌ای از رویکردهای درمانی جدید مانند غذاهای خوش‌خوراک‌تر. درمان، که شامل رژیم غذایی کم Phe همراه با فرمول های اسید آمینه است، بلافاصله پس از تشخیص در هفته های اول زندگی شروع می شود.  سایر مسائل بالقوه مرتبط با رژیم درمانی توسط ریزمغذی ها. پیشرفت‌ها در رژیم درمانی مانند استفاده از اسیدهای آمینه خنثی و گلیکوماکروپپتیدها (GMP) داده‌های امیدوارکننده‌تری را در سال‌های اخیر به‌دست آورده‌اند. در نتیجه، غذاهای پزشکی GMP و مکمل‌های ریز/درشت مغذی در ارائه شواهدی که امکان استانداردسازی مدیریت را فراهم می‌کند مفید خواهند بود و به روشی مقرون‌به‌صرفه یک برنامه مدیریت فردی برای بیماران PKU ارائه می‌دهند.